# Haiman György
Haiman György (Budapest, 1914. május 26. – Innsbruck, 1996. augusztus 13.) tipográfus, könyvművész, nyomdatörténész, egyetemi tanár, az irodalomtudomány doktora, a Széchenyi Irodalmi és Művészeti Akadémia alapító tagja (1992).

## Életpályája
Kaesz Gyulánál tanult az Iparművészeti Iskolában 1929-1932 között. 1932-1934 között a nyomdászat mesterfogásait sajátította el a gyomai Kner Nyomdában és a budapesti Hungária Nyomdában. 1933-1934-ben az Atelier művészeti tervező és műhelyiskola grafikai szakán tanult, ahol Végh Gusztáv, Kner Albert voltak a mesterei. Haiman már 1938-ban kitűnt könyvtervezői tevékenységével, két kötetéért (Radnóti Miklós: Meredek út; Régi magyar szerelmes versek) a Magyar Bibliophil Társaság oklevéllel jutalmazta.
1937. április 25-én Budapesten, az V. kerületben házasságot kötött Hajdu Veronikával, Hajdu Miklós és Déri Vilma gyermekével.
1935-1939-ig betűszedő volt a Hungária nyomdában, a háború után 1946-1948-ig a Kner nyomdát vezette, az államosítás (1948) után a Könyvnyomdaipari Központ vezérigazgató-helyettesének, 1964-től a Nyomdaipari Tröszt vezetőjévé nevezték ki. 1948-ban megalapította a Papír- és Nyomdaipari Műszaki Egyesületet. Rendszeresen publikált a Magyar Grafika c. nyomdaipari szakfolyóiratba. 1957-től a megalakult Helikon Könyvkiadótól rendszeresen kapott megrendeléseket könyvtervezésre. A Magyar Iparművészeti Főiskolán 1948-49-ben megalapította typo-grafikai tanszéket, később (1967-1983) e tanszék vezetője.
Gyakorlati tervező munkájával, pedagógiai és publikációs tevékenységével a magyar nyomdászat, nyomdászattörténet és a tipográfiai tervező művészet egyik legjelentősebb alakja a 20. század második felében. Sokat tett a szép magyar könyvért, egységben szemlélte a könyvet mint műalkotást, a tartalom és a forma egységének megteremtésére törekedett kezdve a betűtípusok megválasztásán, a könyv lapján elhelyezett szöveg arányosságán (szedéstükrön) keresztül a címoldal, címsorok, a kötés, a borítófedél, az illusztrációk mértékéig. S adott erre példát, köztük Tótfalusi Kis Miklós a betűművész és a tipográfus című könyvnek ő volt a szerzője és egyben tipográfusa. E könyv nemcsak tartalmában, hanem egész megjelenésében is az ő munkáját dicséri, de valójában és hatásában Tótfalusi Kis Miklósnak állít örök emléket. Az egész tipográfusi munka egy csendes háttérmunka, fő a tartalom, ha a tartalomhoz jól illeszkedik a megjelenés, akkor azt az olvasó talán észre sem veszi. Az irodalomtudomány kandidátusa (1973), majd doktora (1993). 1992-ben a Széchenyi Irodalmi és Művészeti Akadémia egyik alapító tagja. Haiman a 20. század második felében Lengyel Lajossal, Szántó Tiborral együtt a legjelesebb könyvművészek sorába tartozott. Mindhárman Tótfalusi Kis Miklós-díjasok. Haiman tanítványa volt többek között Virágvölgyi Péter, Vida Győző, Kiss István vagy Keresztes Dóra.

## Családja
Apja Haiman Hugó, anyja Kner Ilona. Kétszer nősült. Két fiú és két lány apja.

## Művei (válogatás)
- A nyomtatott betű művészete, 1942;
- Kner Imre: A könyv művészete, szerk., 1957;
- Tótfalusi Kis Miklós, monográfia, 1972;
- Tótfalusi Kis Miklós Mentsége, szerk., 1974;
- Bod Péter és a magyar nyomdászat, 1975;
- Tótfalusi Kis Miklós halotti kártája [Tolnai Gáborral], 1978;
- A könyv műhelyében, tan., 1979;
- A Kner-család és a magyar könyvművészet, 1979;[5]
- Nicholas Kis, a Hungarian Punch-cutter and Printer, Bp. San Francisco, 1983;
- A Kner-nyomda, kiadványainak tükrében 1882-1944. [Lévay Botondnéval], 1982;
- Tótfalusi Kis Miklós. Előadások, szerk. [Gomba Szabolcsnéval], Debrecen, 1985;
- Kner Izidor: Fél évszázad mezsgyéjén, szerk., 1987;
- Kner Imre emléke, szerk., 1990; A nagyszombati jezsuita kollégium és az egyetemi nyomda leltára 1773.
- A nagyszombati egyetemi nyomda betűmintakönyve, 1773 [hasonmás] [Muszka Erzsébettel és Borsa Gedeonnal], 1997.

## Díjai

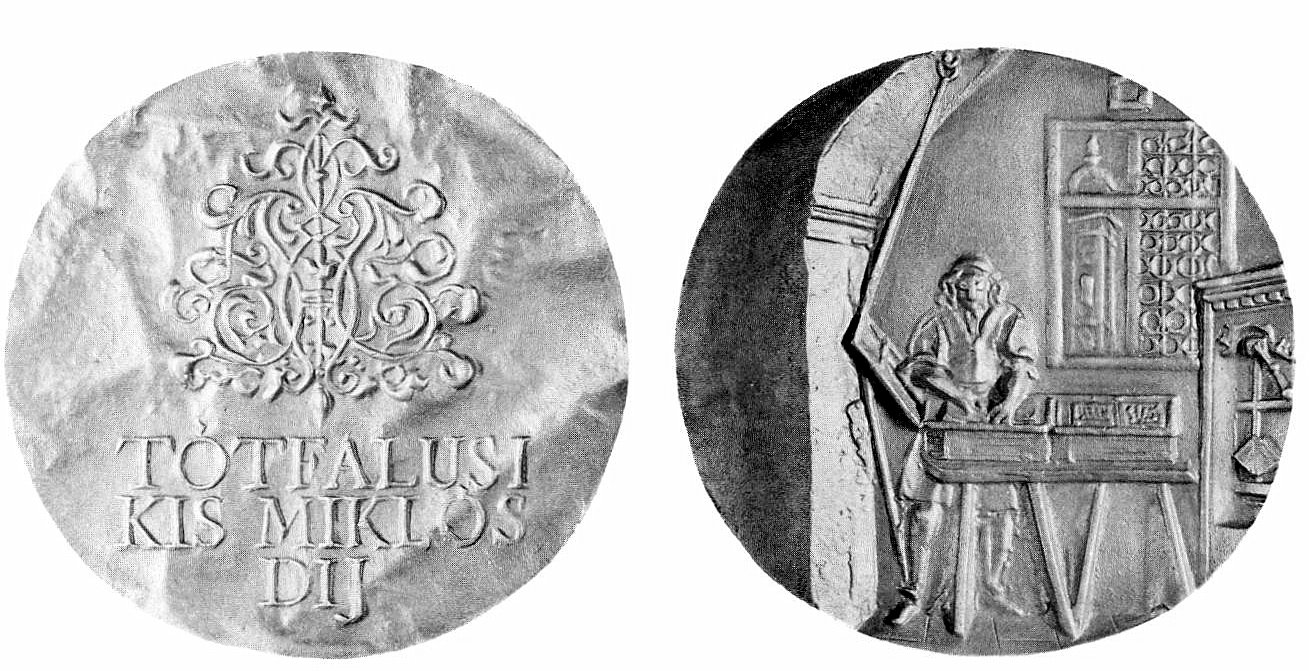
Tótfalusi Kis Miklós-díj

- Magyar Bibliophil Társaság oklevele (1938);
- Tótfalusi Kis Miklós-díj (1974);
- Gutenberg-díj (Lipcse, 1977).

## Kapcsolódó információk
- Tótfalusi Kis Miklós halotti kártája / [Tolnai Gábor, Haiman György tanulmányával ; latin szöveget sajtó alá rend. Kulcsár Péter ; ford. Jakó Zsigmond, Tóth István, Weöres Sándor [mell.: Az 1702. évi kárta hasonmása]. – Budapest : Akadémiai Kiadó, 1978. – 109 p.